# Domenico Chelucci
Domenico Chelucci (em religião Paolino; Luca, 25 de abril de 1681 – Roma, 17 de janeiro de 1754) foi um matemático e sacerdote italiano da Ordem dos Escolápios, professor e depois reitor do Collegio Nazareno.

## Obras

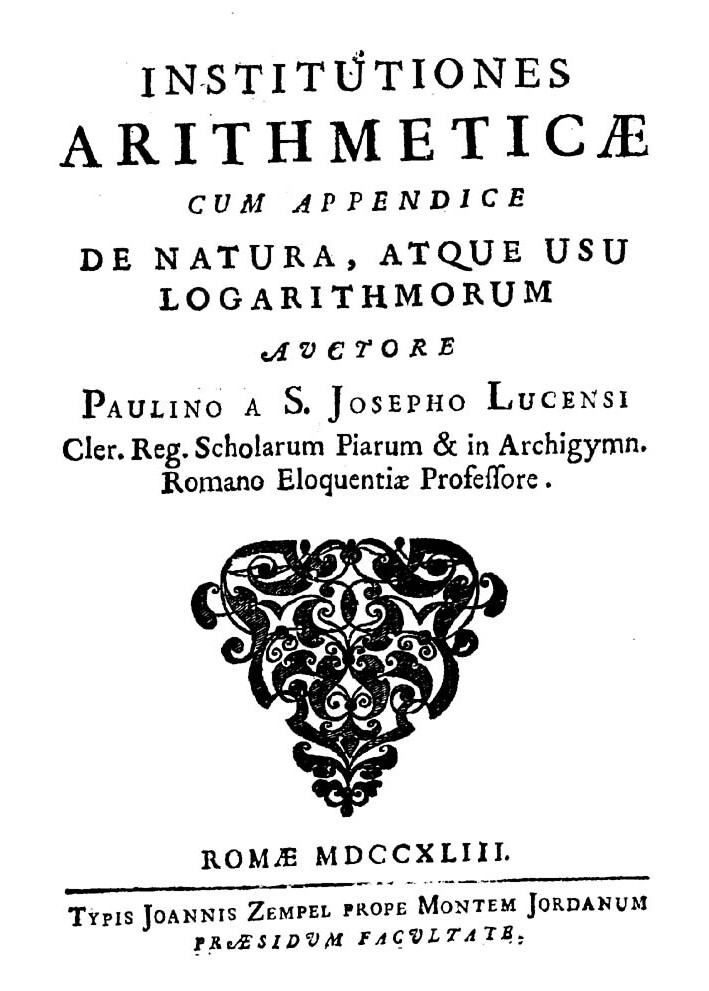
Institutiones arithmeticæ (1743)

- Institutiones arithmeticæ cum appendice de natura, atque usu logarithmorum (em latim). Roma: Giovanni Zempel. 1743
- Institutiones analyticæ earumque usus in geometria cum appendice de constructione problematum solidorum (em latim). Roma: Giovanni Zempel. 1745